# Мемориална страница „Загинали офицери“
Мемориална страница „Загинали офицери“ (на английски: Officer Down Memorial Page, Inc., ODMP), е организация с нестопанска цел, която поддържа уебсайт, в който са включени американски полицейски служители, офицери от затвори и полицейски кучета, които са починали при изпълнение на задълженията си.

## История
ODMP е създаден през 1996 г. от Крис Коскгриф, когато е бил първокурсник в университета „Джеймс Мадисън“. Първоначално организацията се съсредоточава само върху офицери, които са били убити, но постепенно се разширява и включва офицери, убити по време на служба още от 1791 г.
ODMP твърди, че е посещаван от над 250 хил. уникални посетители на месец.